# Nicolas Godinot
Pour les articles homonymes, voir Gratia et Godinot.
Nicolas Deo Gratias Godinot est un général français de la Révolution et de l’Empire, né le 1er mai 1765 à Lyon dans le Rhône et mort le 27 octobre 1811 à Séville, en Espagne.

## Biographie

### Du dragon au chef de brigade
Il entra au service le 13 août 1787 comme dragon dans le 17e régiment de dragons, devenu 2e régiment de chasseurs à cheval le 11 mai 1788, et y resta jusqu'au 16 novembre 1790. Lorsque les bataillons de volontaires se levèrent de toutes parts pour repousser l'agression étrangère, Godinot reprit du service, et le 6 août 1792 il fut nommé capitaine dans le bataillon des chasseurs de Reims, devenu 13e, puis 25e demi-brigade légère, et enfin 25e régiment d'infanterie légère. Il fit la campagne de 1792 à l'armée du Centre, fut nommé chef de bataillon au même corps le 1er avril 1793, et servit en cette qualité à l'armée de la Moselle. Passé à l'armée de Sambre-et-Meuse, il y servit pendant les ans II, III et IV.
Le 16 messidor an IV, il enleva, à la tête de son bataillon, le camp de Willersdorff où était retranché le corps d'armée du général Kray. Dans la même journée, il franchit sous un feu meurtrier les abattis qui défendaient l'approche de la montagne de Kalte-Eyse. Les sages dispositions qu'il prit, après avoir surmonté cet obstacle, coupèrent la retraite aux Autrichiens et contribuèrent puissamment à la prise d'une colonne forte d'environ 800 hommes. De l'an V à l'an IX, il fit la guerre en Allemagne et en Italie. Le 1er germinal an VII, à l'affaire d'Ostrach en Souabe, il fut blessé d'un coup de feu à l'épaule droite. Le 12 messidor suivant il fut nommé chef de brigade commandant la 25e demi-brigade d'infanterie légère. Le 4 vendémiaire an VIII, à l'affaire de Wesen (Suisse), il fut chargé d'attaquer ce poste avec sa demi-brigade et un bataillon de grenadiers. Le régiment de Bender qui défendait ce village fut fait prisonnier, et livra aux Français 11 pièces de canon, 31 caissons et un drapeau. Le 17 germinal suivant, à l'attaque de Montefaccio lors du blocus de Gênes, il reçut un coup de feu à la main gauche.
Chargé le 19 du même mois d'attaquer les Autrichiens à Nostra-Santa-del-Acqua, il les culbuta et les refoula jusqu'aux cabanes de Marcherolo. Le 21, à l'attaque de la montagne de l'Hermette, il fut blessé d'un coup de feu à la cuisse gauche ; mais quoique cette blessure fût assez grave, il ne voulut point quitter le champ de bataille et s'emparant d'un drapeau de la 3e demi-brigade, il ranima le courage de ses troupes qui, repoussées par l'ennemi, se retiraient en désordre ; il les ramena au combat, emporta la position et demeura maître du champ de bataille. Le 22 au deuxième combat de l'Hermette, il fut encore blessé d'un coup de feu au pied gauche. Le 3 floréal de la même année, lors de l'attaque des lignes du Besagno et de la Polcevera, il fut fait prisonnier à Saint-Pierre-d'Arena (faubourg de Gênes) ; mais le colonel du régiment de Nodasti ayant également été pris pendant l'action il fut échangé contre cet officier le lendemain 4. Envoyé le 10 au secours des postes attaqués sur la Polcevera, il chargea les Autrichiens et les obligea à repasser la rivière. Enfin, le 21 du même mois, il combattit avec la plus rare intrépidité à Montefaccio et reçut un coup de feu au genou droit.

### Général de l'Empire

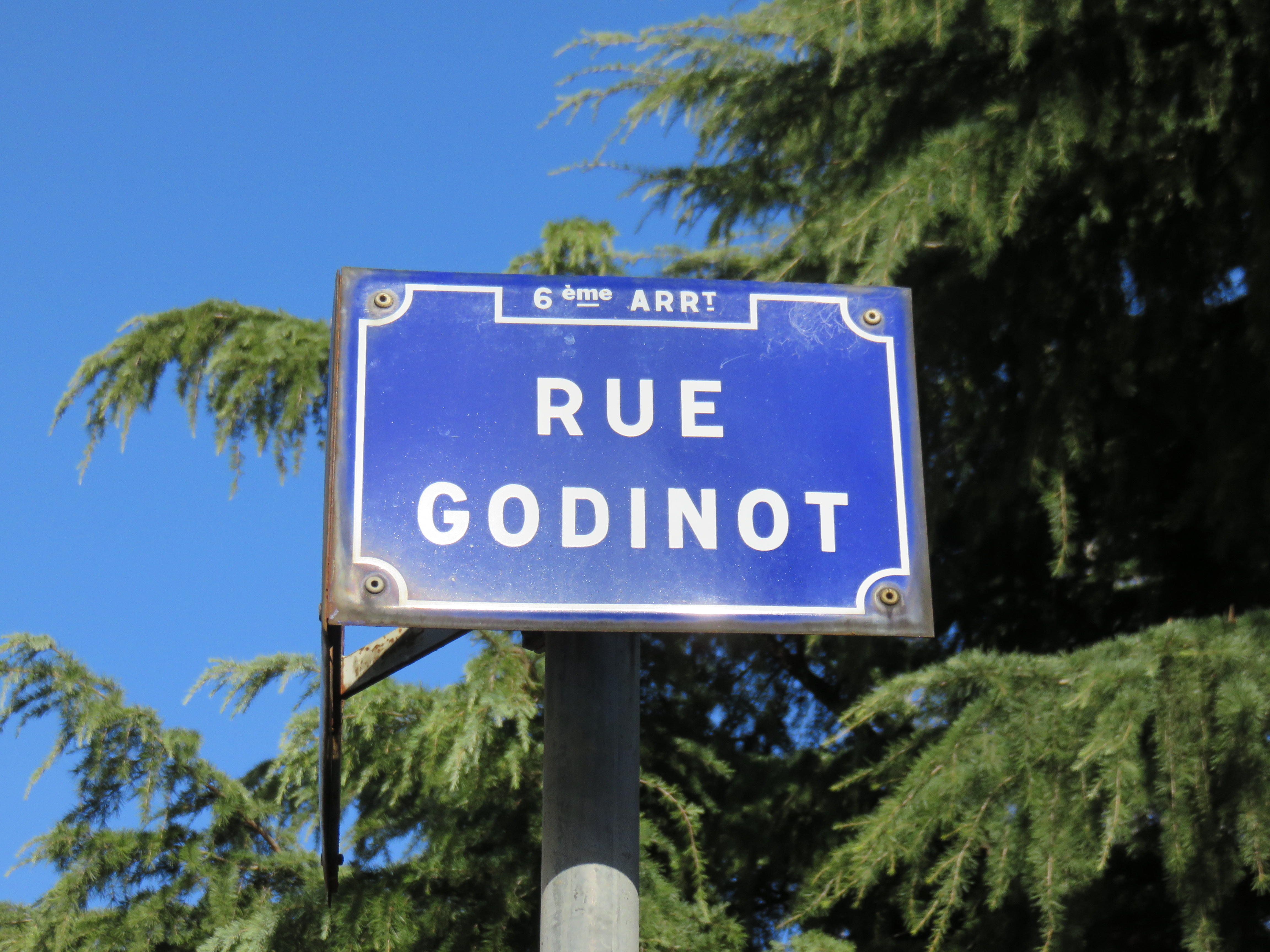
La plaque de la rue qui porte son nom, à Lyon.

Lors de la bataille de Pozzolo le 5 pluviôse an IX, il fut atteint d'un sixième coup de feu qui lui traversa la cuisse gauche. Rentré en France après la cessation des hostilités, il vint tenir garnison à Montmédy pendant les ans X et XI et fit partie des troupes rassemblées au camp de Montreuil pendant les ans XII et XIII. Créé membre de la Légion d'honneur le 19 frimaire an XII, et officier de l'ordre le 25 prairial suivant, il fut promu au grade de général de brigade le 12 pluviôse an XIII (1er février 1805). Employé le 11 ventôse suivant près les troupes françaises stationnées en Hollande, il fut placé comme chef d'état-major auprès du maréchal Mortier le 30 fructidor de la même année. Désigné pour être employé au 5e corps de la Grande Armée le 10 nivôse an XIV, il fut ensuite attaché au 8e corps, nommé commandeur de la Légion d'honneur le 9 mars 1806, et passa le 3 novembre 1807 au 2e corps d'observation de la Gironde.
Il fit en Espagne et en Portugal les campagnes des années 1808, 1809, 1810 et 1811, et devint baron de l'Empire le 23 mars 1808 puis chevalier de la Couronne de fer le 16 novembre suivant. Le général Godinot se signala par son courage et son sang froid le 9 août 1809, à la bataille d'Almonacid où il attaqua de front et prit, sous un feu violent de mitraille, les hauteurs occupées par le général espagnol Venegas. Nommé général de division le 10 mai 1811, il prit le commandement de la 2e division du 1er corps. Le 16 du même mois il reçut l'ordre de marcher sur le village d'Albuera, de s'emparer ou du moins — en donnant de vives inquiétudes à l'ennemi sur ce point — de le forcer à porter secours à sa gauche. Les postes que l'ennemi avait en avant du ruisseau d'Albuera s'étant repliés, le général Godinot lança ses bataillons qui marchaient avec intrépidité sur le village au milieu du feu meurtrier de l'artillerie espagnole établie sur un plateau près de l'église. Le 16e léger emporta le village de vive force. Le combat continuait et le général Godinot tenait toujours à Albuera après l'avoir pris et repris aux troupes portugaises et espagnoles ; cette position était défendue avec vigueur par le 16e léger, mais le maréchal Soult envoya l'ordre au général Godinot d'abandonner le village. Cet ordre fut transmis au colonel du 16e léger qui refusa d'abord d'y obtempérer, si bien que le général renouvela jusqu'à deux fois son injonction.
Le 19 juin suivant, il fut envoyé en reconnaissance sur Olivença avec sa division et les quatre régiments de cavalerie légère du général Briche. Ayant trouvé cette place abandonnée et sans défense, il en prit possession le 21 et passa jusqu'à Juromenha, place située sur la Guadiana, une lieue en avant d'Olivenca. Chargé par le maréchal Soult de démanteler cette dernière place, il s'occupa activement de cette opération. Les travaux préparatoires furent terminés le 26 au soir et le 27, pendant que la division opérait son mouvement rétrograde sur Valverde et Albuera, on mit le feu aux mines, et les fortifications s'écroulèrent. Le 28 du même mois, le général Godinot fit partie de l'expédition d'Andalousie commandée par le maréchal duc de Dalmatie, et qui avait pour objet d'éloigner l'ennemi qui menaçait Séville et de dégager le général Sébastiani qui se trouvait dans le royaume de Grenade.
Dans la nuit du 6 au 7 août de la même année, le général Godinot reçut l'ordre de partir de Jaen et d'Ubeda où il se trouvait, et de se diriger par Quesada et Pozalcón sur Baia. II rencontra et battit, au passage de la Guadiana Menor ainsi qu'à Quesada, plusieurs bandes de guérillas. II atteignit à Polzacón le général Quadra et le força de prendre la fuite. Parvenu sur les bords du Guadalentín, il y trouva une colonne que le général Blake envoyait au secours du général Quadra et la poussa jusqu'à la rivière Barbata. Les gardes wallonnes qui défendaient la rivière furent culbutées et perdirent plus de 600 prisonniers. Au mois d'octobre suivant, le général Godinot occupa le camp de Saint-Roch et le camp retranché que Francisco Ballesteros venait d'évacuer pendant la nuit pour se retirer sous le canon de Gibraltar. Au moment même où ce général opérait son mouvement, un fort détachement de troupes espagnoles et britanniques, envoyé de Cadix pour seconder son opération, débarquait à Tarifa et s'emparait de ce petit port. Le général Godinot fit sur le champ ses dispositions afin de déloger ces nouveaux ennemis, mais la seule route par laquelle put marcher son artillerie longeant les bords de la mer, les vaisseaux britanniques balayèrent tellement ce défilé par leur feu soutenu que Godinot fut obligé, après avoir perdu un certain nombre d'hommes, de renoncer à son entreprise. De retour au camp de San Roque, il l'occupa encore pendant quelques jours et se dirigea sur Séville, où il fut rendu le 26 octobre.

« Le lendemain de son arrivée il se brûla la cervelle à la suite d'une explication un peu vive qu'il eut avec le duc de Dalmatie. On répandit le bruit qu'il s'était donné la mort pour se délivrer des douleurs que lui causait une maladie de nerfs à laquelle il était sujet ; mais la vérité est que ce général, estimable sous beaucoup de rapports, mais presque toujours malheureux dans ses opérations, ne voulut point survivre au nouvel échec qu'il venait d'essuyer, et peut-être aux reproches que lui adressa derechef, à cette occasion, son généreux protecteur irrité. »

— Victoires et conquêtes, tome XXVI, page 272